# 傑斯特岩
67°52′S 68°42′W / 67.867°S 68.700°W
傑斯特岩（Jester Rock），是南極洲的岩石，位於葛拉漢地的法利埃海岸，處於皇帝島和諾布爾岩之間的瑪格麗特灣，在1909年由讓-巴蒂斯特·夏古率領的法國探險隊命名，現時由南極條約體系管理。